# Maurice Yaméogo

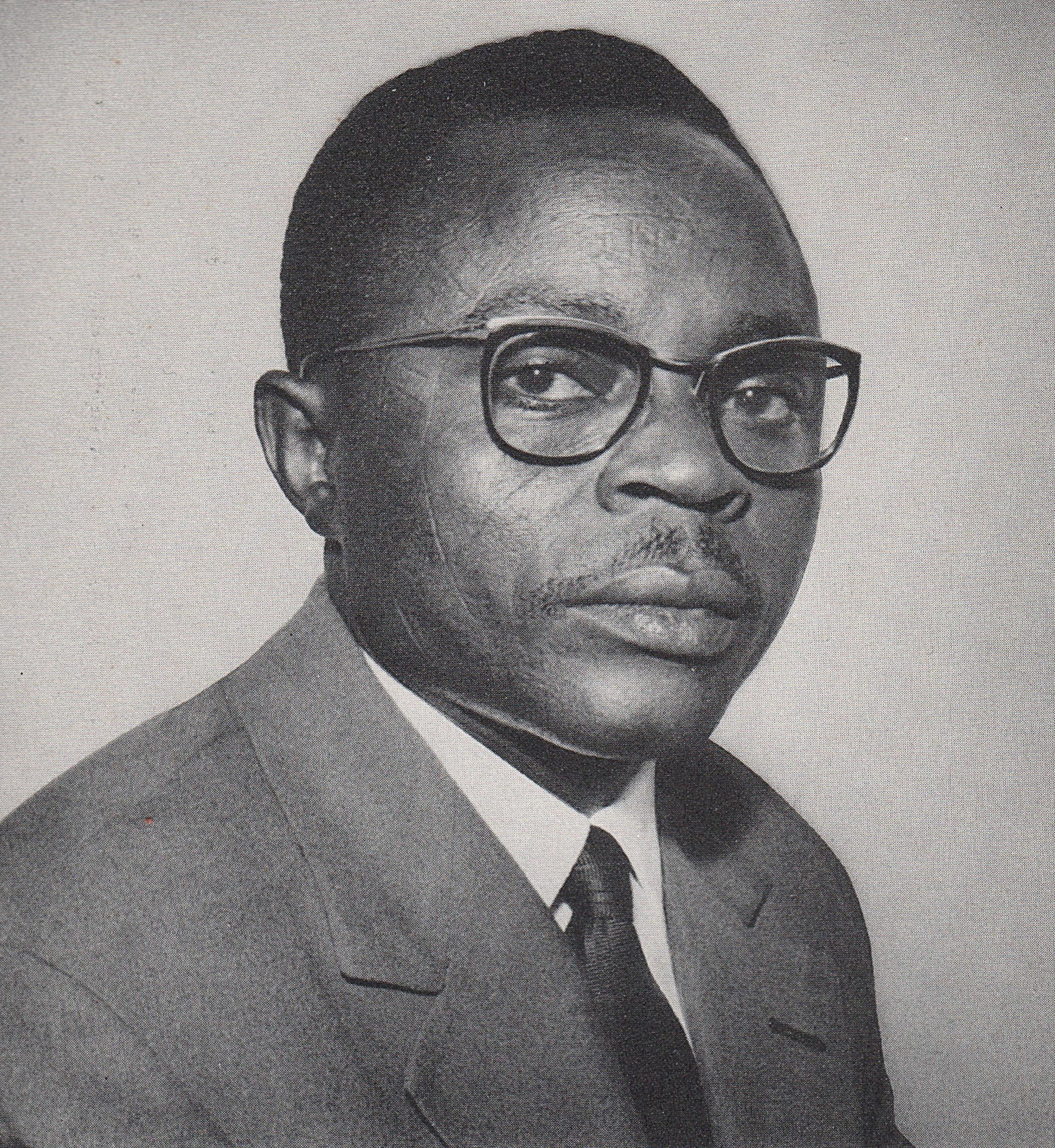
Maurice Yaméogo

Maurice Yaméogo (Koudougou, 31 december 1921 - Ouagadougou, 9 september 1993) was de eerste president van de Republiek Opper-Volta (thans Burkina Faso) van 1960 tot 1966. Hij was afkomstig uit een familie van stamoudsten.
Yaméogo studeerde aan het kleinseminarie van Pabré om rooms-katholiek priester te worden. Tijdens zijn studie ontmoette hij Félicité Zagré, een lid van de koninklijke familie van Mogho Naba, met wie hij trouwde. Nadien was hij werkzaam als leraar en was hij actief binnen de Franse Confederatie van Christelijke Werkers, een Franse vakbond die ook in Frans-West-Afrika actief was. Hij klom op tot vicepresident van de Confederaties territoriale raad.
Yaméogo sloot zich aan bij de Democratische Unie van Volta, een onderdeel van het Rassemblement Démocratique Africain (RDA) van Félix Houphouët-Boigny. Na een tijd werd Yaméogo tot voorzitter van de UDV gekozen. Hij werd gekozen in de Grote Raad en Territoriale Raad van Frans-West-Afrika. Tijdens de Autonome Republiek Opper-Volta was hij onder vicepresident van de regeringsraad, Daniel Ouezzin Coulibaly, minister van Landbouw, Justitie, Binnenlandse Zaken, Informatie en Oorlogsveteranen. In september 1958 werd Yaméogo zelf tot vicepresident van de regeringsraad gekozen. In december 1959 werd hij minister-president.
Op 11 december 1959 werd Yaméogo president van Opper-Volta en op 5 augustus 1960 werd Opper-Volta een onafhankelijke republiek (République de Haute-Volta).
Yaméogo voerde als president een autoritair beleid en hij verbood de oppositiepartijen. Al spoedig bestond alleen nog de UDV. Yaméogo beperkte de macht van de chefs (stamhoofden) en creëerde met Franse steun een nationaal leger.
Als president bezocht hij o.a. Israël (1962) en Vaticaanstad (1962).
In 1964 scheidde Yaméogo van zijn echtgenote Félicité Zagré en een jaar later trouwde hij met een vroegere "Miss Ivoorkust". Het huwelijk kostte een fortuin en er was dan ook veel kritiek op het geldverslindende huwelijksfeest. De huwelijksreis (die maanden duurde) ging naar Brazilië, al die tijd liet Yaméogo het landsbestuur over aan zijn kabinet.
Op 3 oktober 1965 werd hij met 99,97% van de stemmen als president herkozen (hij was de enige kandidaat) en op 7 november 1965 keurden de kiesgerechtigden de kandidatenlijst van de UDV met 99,7% van de stemmen goed.
Yaméogo's financiële wanbeleid en zijn autoritaire regeerstijl luidden ten slotte in januari 1966 zijn einde als president in. Onder druk van protesterende volksmassa's en kritiek van het leger trad Yaméogo op 3 januari 1966 af. Sangoulé Lamizana volgde hem als president op.
Uit zijn huwelijk met Félicité Zagré (gescheiden in 1964) werd Herman Yaméogo geboren, een oppositieleider tegen het regime van Blaise Compaoré.